# Virus Guanarito
El virus guanarito es el causante de la fiebre hemorrágica venezolana (VHF, por sus siglas en inglés). Es miembro del género arenavirus, virus de cadena única, con cercana relación a un número de otros virus hemorrágicos emergentes transmitidos por roedores en Sudamérica. Por lo general, el virus causa una infección benigna en el roedor.